# Euxoa zernyi
Euxoa zernyi är en fjärilsart som beskrevs av Charles Boursin 1944. Euxoa zernyi ingår i släktet Euxoa och familjen nattflyn. Inga underarter finns listade i Catalogue of Life.